# Michal Beran
Michal Beran (Martin, 22 febbraio 1973) è un ex hockeista su ghiaccio slovacco.

## Carriera
Ha quasi sempre militato nell'Extraliga slovacca, dove ha esordito, nelle file dell'HK Nitra nel 1993-94.
È passato poi, nella stagione successiva, alla squadra della sua città natale, l'MHC Martin, dove rimase fino al 1999. Giocò la successiva stagione regolare con il Dukla Trenčín, ma disputò i play-off con la maglia del HKm Zvolen.
Nel 2000-01 giocò per la prima volta nella seconda serie, la 1. hokejová liga, vinta con il MsHK Žilina. Tornato in Extraliga, rimase con la squadra per tutta la stagione regolare, prima di passare - per il termine della stagione italiana, al Renon, in Serie A, la sua prima esperienza all'estero.
Fece ritorno allo Žilina, con cui rimase fino a metà della stagione 2005-06, quando passò prima al Martin, poi allo Zvolen. Dall'estate 2006 tornò nuovamente al MHC Martin. Per una stagione ha giocato nella Ligue Magnus con gli Ours de Villard-de-Lans, facendo ritorno nell'estate del 2012 al MHC Martin.

## Palmarès

### Club
- IIHF Continental Cup: 1

Martin: 2008-2009